# Radoslav Stojić
Radoslav (Rade, Raća) Stojić (Dragićina), hrvatski politički emigrant i revolucionar.
Bio je članom Hrvatskog revolucionarnog bratstva.
Bio je član hrvatske gerilske Skupine Tolić - Oblak koja je 7. srpnja 1963. godine ušla na područje Jugoslavije, točnije Hrvatske, radi pokretanja oružanog ustanka s ciljem stvaranja samostalne hrvatske države.  
Kao i ostali članovi skupine, uhićen je neposredno nakon ulaska u Hrvatsku te osuđen na dugogodišnju zatvorsku kaznu.